# Angualasto
Angualasto est une localité d'Argentine appartenant au département d'Iglesia, à l'extrême nord-ouest de la province de San Juan.
Située à une altitude de 1.711 mètres, au nord de la ville de Rodeo, sur la rive droite du río Blanco (cours supérieur du río Jáchal), Angualasto est entourée d'un décor imposant de montagnes pourvues d'une végétation très clairsemée.
On y accède seulement par la route provinciale 430, route non revêtue mais consolidée et en bon état, qui la connecte vers le sud avec les autres localités du département d'Iglesia, et vers le nord avec le parc national San Guillermo ainsi que la réserve de biosphère San Guillermo.

## Population
La localité comptait 303 habitants en 2001, ce qui représentait un accroissement de 7,8 % par rapport aux 281 habitants de 2001.

## Activités
Il s'agit d'une localité rurale paisible. Angualasto est une petite oasis agricole où l'on cultive la vigne et le blé, cultures qui sont irriguées par les eaux du Río Blanco.